# Féminisation de la pauvreté

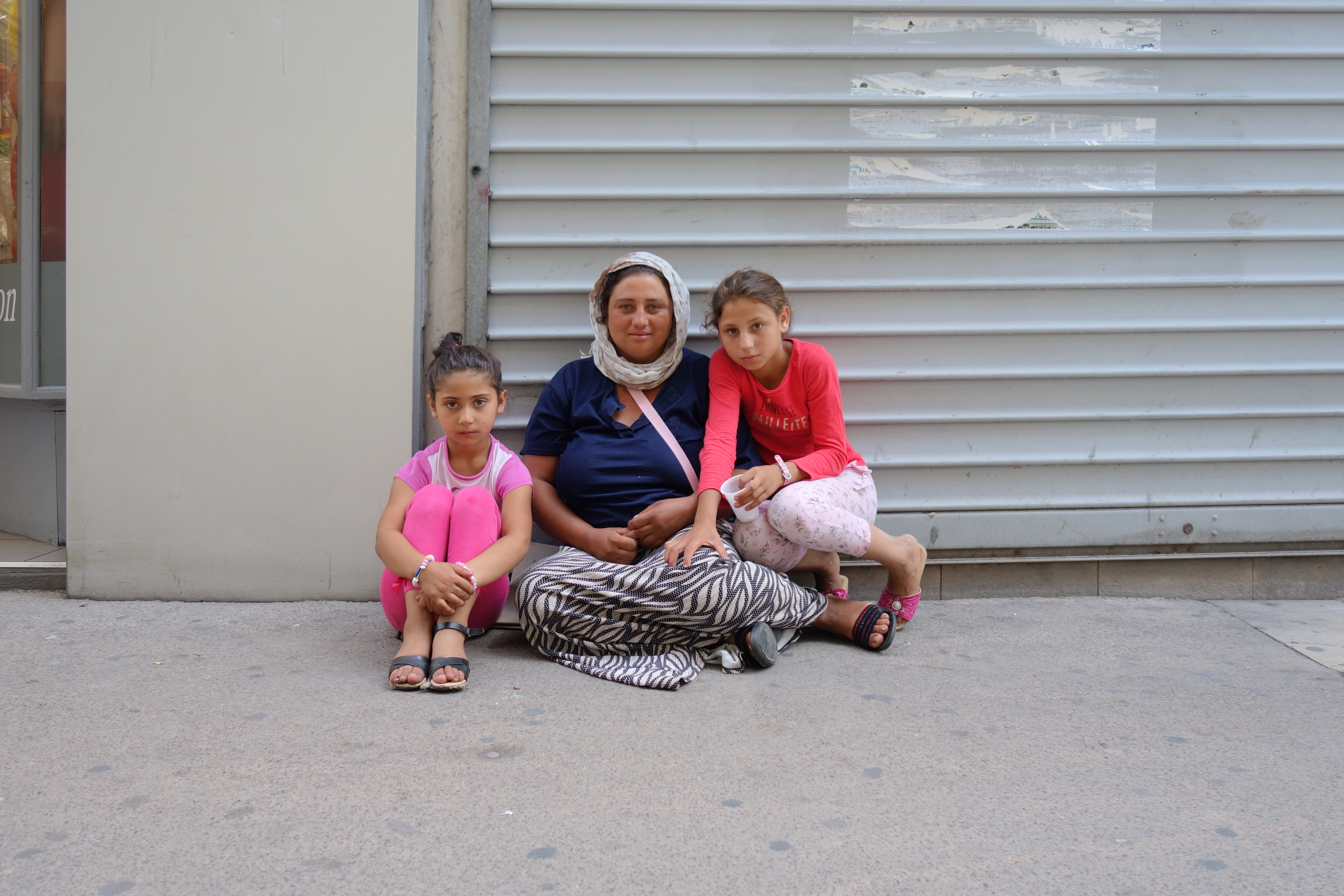
Une famille de Roms pauvre demande la charité dans une rue de Saint-Étienne.

La féminisation de la pauvreté décrit un phénomène dans lequel les femmes représentent un pourcentage majoritaire et croissant de façon disproportionnée des pauvres dans le monde. UNIFEM la décrit comme « le fardeau de la pauvreté pris en charge par les femmes, en particulier dans les pays en développement ». Ce concept n'est pas seulement une conséquence de manque de revenus, mais il est aussi le résultat de la privation de capacités et des préjugés sexistes présents dans les sociétés et les gouvernements. Cela comprend la pauvreté de choix et de possibilités, telles que la capacité de mener une vie longue et saine, et créative, et jouir des droits fondamentaux comme la liberté, le respect et la dignité. 
Pour le Conseil de l'Europe, trois facteurs se conjuguent pour conduire à cette féminisation de la pauvreté :
- la division sexuelle du travail, « qui fait que les emplois à salaire élevé sont généralement pour les hommes, et les emplois moins rémunérés pour les femmes » ;
- l’inégalité devant l’accès aux ressources et la jouissance de celles-ci ;
- le caractère limité du pouvoir qu’ont les femmes de défendre leurs intérêts, dû à des facteurs économiques, juridiques, sociaux, culturels et autres[2].

La part croissante des femmes dans la pauvreté est accentué par l'incidence croissante des ménages gynoparentaux et des femmes âgées célibataires ou veuves, qui sont l'un des nombreux facteurs identifiés de ce phénomène,. Alors que la lutte contre la pauvreté s'inscrit dans de nombreuses politiques publiques, cette lutte lorsqu'elle ne tient pas compte des inégalités de genre pourrait au contraire, selon deux observatrices, contribuer à la reproduction de ces inégalités, tandis que pour le Parlement européen, ces inégalités sont un obstacle à la réduction de la pauvreté. 